# 傑·R·弗格森
傑·R·弗格森（英語：Jay R. Ferguson，1974年7月25日—）是美國的一位演員和喜劇演員。他出生在得克薩斯州達拉斯。